# 광양여자고등학교
광양여자고등학교(光陽女子高等學校)는 대한민국 전라남도 광양시 광양읍 칠성리에 위치한 공립 고등학교이다.

## 학교 연혁
- 1972년 12월 26일 : 광양여자종합고등학교 설립인가
- 1973년 3월 16일 : 개교 및 입학식
- 1973년 9월 28일 : 광양여자고등학교 교명 변경
- 1983년 3월 1일 : 중·고 분리
- 2006년 8월 2일 : 25학급 인가
- 2021년 9월 1일 : 제18대 주경중 교장 부임
- 2025년 1월 7일 : 제50회 160명 졸업 (졸업생 누계 13,065명)

## 참고 자료
- 광양여자고등학교 - 한국교육학술정보원 학교알리미